# وليام روان
وليام روان (بالإنجليزية: William Ruane)‏ هو ممثل بريطاني، ولد في 7 يوليو 1985 بغلاسكو في المملكة المتحدة.

## وصلات خارجية
- وليام روان على موقع IMDb (الإنجليزية)
- وليام روان على موقع قاعدة بيانات الأفلام العربية
- وليام روان على موقع ألو سيني (الفرنسية)
- وليام روان على موقع أول موفي (الإنجليزية)
- وليام روان على موقع قاعدة بيانات الأفلام السويدية (السويدية)
- وليام روان على موقع قاعدة بيانات الفيلم (الإنجليزية)
- وليام روان على موقع كينوبويسك (الروسية)